# John Parrott
John Parrott MBE, född 11 maj 1964 i Liverpool, är en engelsk före detta snookerspelare.
Hans största framgång är segern i VM 1991, då han slog Jimmy White i finalen. Parrott gick även till final 1989 men föll då mot Steve Davis med 3-18, den största segermarginalen i modern tid. Parrott har dessutom vunnit ytterligare 8 rankingtitlar, vilket placerar honom på en sjunde plats genom tiderna i antal vunna rankingtitlar. Inte mindre än två tredjedelar av hans rankingtitlar är vunna utanför Storbritannien, ganska anmärkningsvärt med tanke på att en överväldigande majoritet av alla stora turneringar spelas i Storbritannien.
Parrott blev professionell 1983, och nådde som högst plats 2 på världsrankingen, en placering han hade i sammanlagt 3 år. Året efter sin VM-seger åstadkom han sitt första och hittills enda maximumbreak. Han innehar ett rekord inom snookern: Han är den enda som har vunnit en VM-match (i huvudturneringen) utan att förlora ett enda frame, han slog Eddie Charlton med 10-0 i första omgången 1992.
Parrott gör ett uppskattat jobb som expertkommentator och intervjuare för BBC, där han blandar vältalighet med mycket humor. Ofta är det Parrott som gör segerintervjuerna efter de stora turneringarna.

## Turneringssegrar

### Rankingtitlar
- VM (1991)
- European Open (1989, 1990, 1996)
- Dubai Duty Free Classic (1991, 1992)
- UK Championship (1991)
- International Open (1994)
- Thailand Classic (1995)

### Andra titlar (urval)
- Junior Pot Black (1982, 1983)
- Pontins Professional (1988)
- Malta Grand Prix (1994)
- German Masters (1998)